# Topik és predikátum
A nyelvészetben használt topik és predikátum terminusok az egyszerű mondat két részre való felosztására vonatkoznak. Egyes szerzők szerint ez logikai szempontból történik, mások szerint kommunikációs szempontból. Egyesek azt teszik hozzá, hogy ez a felosztás a megnyilatkozásnak tekintett mondatra érvényes, vagyis a topik és predikátum funkciók csak szituációs kontextusban nyilvánulnak meg.
Régebbi meghatározás szerint, amelyben e terminusok helyett a „téma”, illetve a „réma” elnevezéseket használják, az előbbi a kommunikáció résztvevői által már ismert, tehát régi információt tartalmaz, az utóbbi pedig új információt. Egyes nyelvészek ma is ezeket a terminusokat és ezt a meghatározást adják meg.
Más definíció szerint a téma az, amiről beszélünk, a réma pedig az, amit róla közölni akarunk.
Több mai nyelvész meghatározásában a „téma” vagy a „topik” terminust használják ugyanazt értve alattuk, illetve a „réma” vagy a „predikátum”, esetleg e helyett a „komment” terminust, és ezek alatt is ugyanazt értik, a két fenti definíciót pedig legalább részben egybefoglalják. E definíció szerint a téma/topik a logikai/kommunikációs értelemben vett alany. Azt a beszélő és a hallgató által már ismert vagy legalábbis létezőnek feltételezett személyt, csoportot, dolgot nevezi meg, amelyről a mondat szól, amelyről a mondatban a beszélő állítást tesz. A réma/predikátum/komment a logikai/kommunikációs értelemben vett állítmány, a témáról/topikról tett állítást tartalmazó mondatszakasz. Egyesek azt teszik hozzá, hogy a réma/predikátum/komment új közlés a témához/topikhoz képest, mások meg azt, hogy a téma/topik a közlés kiindulópontja.
Van olyan nézet is, amely szerint téma és topik nem ugyanaz. Az utóbbi a mondat kezdő szakasza, a kanonikus helyéről a mondat elejére hozott mondatszakasz, következésképpen a kanonikus mondat nem számít topikosnak.
A terminológia kérdését összefoglalva az állapítandó meg, hogy nem egységes, és ez áll úgy a magyar nyelvű szakirodalomra, mint más nyelvűekre. Az említett kivétellel, általában szinonimasoroknak tekintik az alábbiakat:
- (magyarul) topik, téma – (angolul) topic, theme – (franciául) topique, thème;
- (magyarul) predikátum, komment, réma, propozitum – (angolul) predicate, comment, rheme – (franciául) prédicat, commentaire, rhème, propos.

A továbbiakban csak a „topik” és „predikátum” terminusokat használjuk.

## A kanonikus mondat
A kanonikus mondat olyan kijelentő, nem felkiáltó, állító, reális (azaz nem óhajtó) és teljes mondat, amelyben semmit sem tesz a beszélő, hogy topik, illetve predikátum szerepet adjon részeinek, és amelyben egyetlen részt sem emel ki. Legalábbis az itt említett nyelvekben ilyen mondatban a topik az első helyen áll, és rendszerint a nyelvtani alanyt kifejező névszó vagy ennek esetleges szószerkezete teszi ki, a predikátum pedig a mondat egész topik utáni része. Példák:
- (magyarul) A gyerekek kinyitották az ablakot;[1]
- (angolul) A visitor is coming to the door ’Látogató jön az ajtóhoz’;[10]
- (franciául) Pierre aime Marie ’Pierre szereti Marie-t’;[16]
- (montenegróiul) Komšija prodaje kuću u Danilovgradu ’A szomszéd házat ad el Danilovgradban’.[4]

Ugyanezekben a nyelvekben kivételt képezhet ez alól a szórendi szabály alól a főnévvel vagy névmással kifejezett alanyú és kopulás névszói állítmányú mondat. Ebben az alany lehet a mondat elején is, a végén is, de ekkor is az első helyen levő a topik, és a másodikon levő predikátum. Példa (franciául):
Paris est la capitale de la France ’Párizs Franciaország fővárosa’;
La capitale de la France est Paris ’Franciaország fővárosa Párizs’.
Egyes nyelvészek szerint az összes fenti mondat nem tekinthető topikosnak, ha a „Miről van szó?” kérdésre válaszol, mivel az egész mondat új információt tartalmaz, tehát csak predikátum.

## Nem kanonikus mondatok
A különféle kontextusokban nem minden mondat kanonikus. A nyelvhasználók határozzák meg szándékaiktól függően a mondatok részeinek topik és predikátum voltát.
Például a beszélő kérdést feltéve meghatározhatja, melyik része a válasznak lesz annak topikja, és melyik predikátuma. Például egy olyan kérdés, mint (franciául) Quand vas-tu à la poste ? ’Mikor mész a postára?’ az időhatározóra vonatkozik. A válasz lehet Je vais à la poste demain ’Holnap megyek a postára’ (szó szerint ’Megyek a postára holnap’), amelyben Je vais à la poste a topik, mivel ez a szakasz megjelenik a kérdésben, tehát már ismert információt tartalmaz. Ugyanakkor a predikátum demain, mivel ez a határozó új információt fejez ki. Ha viszont a kérdés Que fais-tu demain ? ’Mit csinálsz holnap?’, tehát az állítmányra vonatkozik, a válasz ugyanaz grammatikailag és tartalmilag, mint az előző, Demain, je vais à la poste ’Holnap a postára megyek’, de itt Demain a topik, miközben je vais à la poste a predikátum. A beszélő (ezekben a példákban az, aki válaszol) topikká teszi a mondat egyik részét és következésképpen predikátummá a másikat.
Kérdés hiányában is a topik és predikátum szerepeket meghatározhatja a szituációs kontextus. Például (szerbül)/(horvátul) a Slavko vidi Olgu. Olgu vidimo i mi ’Slavko látja Olgát. Olgát látjuk mi is’ mondatsorban Olga az első mondat predikátumának egy része, és topikká válik a másodikban.
Topik nélküli mondatok is vannak. Ilyenek például a szereplő nélküli eseményeket kifejezők (Érkezett egy levél, Esik az eső), vagy párbeszédek olyan válaszfordulói, amelyekben kerülik az ismétlést: (angolul) – Who sang the song? – Caroline ’– Ki dalolta el az éneket? – Caroline’.
Legalábbis a magyarban több topikos mondat is van, melyben az állítmány ki van emelve: A földrajzot Péter SZERETI.

## Topikká, predikátummá és fókusszá tevés
A mondat egyik részének topikká és egyben a másiknak predikátummá tevése különféle módszerekkel történhet, melyek nyelvtől függően különbözhetnek. Egyes nyelvekben (pl. indoeurópai nyelvek, magyar) szórendváltoztatással, prozódiai módszerekkel (nyomatékosabb hangsúlyozással és hanglejtésváltoztatással) vagy/és olyan szerkezetekkel, melyekben a kanonikus mondathoz képest több szó vesz részt. Más nyelvekben (pl. koreai, japán, tagalog) akármelyik mondatrész topikká válhat, és partikula vagy toldalék jelzi. Ezen kívül a topikká/predikátummá tevés ezek vagy ezek részének fókusszá tevésével, azaz kiemelésével is járhat együtt.

### Topikká tevés
Azokban a nyelvekben, amelyekben a kanonikus mondat topikja (az alany) az első helyen áll a mondatban, egyéb, a hagyományos grammatika értelmezésében vett mondatrészeket úgy tesznek topikká, hogy a mondat elejére helyezik őket esetleges vonzataikkal együtt. Példák:
- igei állítmány: (franciául) Pierre, Paul et Marie ont été reçus ’Pierre-nek, Paul-nak és Marie-nak sikerült a vizsgája’ → Ont été reçus Pierre, Paul et Marie ’Sikerült a vizsgája Pierre-nek, Paul-nak és Marie-nak’;[16]
- tárgy:
  - (magyarul) János feltette a könyvet a polcra → A könyvet feltette János a polcra;[1]
  - (angolul) John gave the money to Peter yesterday ’John Peternek adta a pénzt tegnap’ → The money John gave to Peter yesterday ’A pénzt John Peternek adta tegnap’;[14]
  - (franciául) Paul a lu la lettre de Marie ’Paul elolvasta Marie levelét’ → La lettre de Marie, Paul l’a lue ’Marie levelét Paul elolvasta’[19] – személyes névmással való visszautalással a predikátumban;
  - (szerbül)/(horvátul) Olgu vidimo i mi ’Olgát látjuk mi is’;[8]
- határozó:
  - (magyarul) János feltette a könyvet a polcra → A polcra feltette János a könyvet;[1]
  - (angolul) John gave the money to Peter yesterday ’John Peternek adta a pénzt tegnap’ → Yesterday John gave the money to Peter ’Tegnap John Peternek adta a pénzt’;[14]
  - (franciául) Je vais à la poste demain ’A postára megyek holnap’ → Demain, je vais à la poste ’Holnap a postára megyek’;[11]
- jelző főnév: (franciául) Je n’ai jamais su les motifs exacts de cette brouille ’Sose tudtam meg ennek az összeveszésnek a pontos okát’ → De cette brouille, je n’ai jamais su les motifs exacts ’Ennek az összeveszésnek a pontos okát sose tudtam meg’;[19]
- névszói állítmány névszói része:
  - (magyarul) Szép nem vagyok, de kedves annál inkább – két tulajdonság szembe állítása;[1]
  - (franciául) Pierre n’est pas sérieux ’Pierre nem komoly’ → Sérieux, Pierre ne l’est pas[19] – személyes névmással való visszautalással a predikátumban.

A mondat cselekvő szerkezetről szenvedőre váltása is egyike a topikká tevés módszereinek, azokban a nyelvekben, amelyekben szokásos a szenvedő igenem, például:
- (angolul) I helped the child ’Segítettem a gyereknek’ → The child was helped by me (szó szerint ’A gyerek segítve volt általam’);[18]
- (franciául) Pierre accuse Paul ’Pierre vádolja Pault → Paul est accusé par Pierre (szó szerint ’Paul vádolva van Pierre által’.[19]

### Predikátummá tevés
Egy olyan nyelvben, mint például a francia, a kiemelés nélküli predikátummá tevés a megfelelő szakasz a mondat végére helyezésével történik (Je vais à la poste demain ’A postára holnap megyek’ válaszként a ’Mikor mész a postára?’ kérdésre). Ha viszont fókusszá akarják tenni a határozót, akkor azt jellegzetes szerkezettel a mondat elejére helyezik: C’est demain que je vais à la poste ’Holnap megyek a postára’ (szó szerint ’Az van holnap, hogy megyek a postára’). Ezzel a módszerrel az állítmányon kívül predikátummá és fókusszá lehet tenni mindegyik mondatrészt. Igei állítmány alanyára vonatkozó kérdésre nem is lehet másként válaszolni, mint kiemelve ezzel a szerkezettel vagy egy másikkal. Például egy olyan kérdésre, mint Qui veut épouser Juliette ? ’Ki akarja feleségül venni Juliette-et?’, a válasz lehet:
- predikátummal a mondat elején, nyomatékosabb hangsúllyal: C’est Pierre qui veut épouser Juliette ’Pierre az, aki feleségül akarja venni Juliette-et’;
- predikátummal a mondat végén, gyengébb hangsúllyal: Celui qui veut épouser Juliette est Pierre ’Az, aki feleségül akarja venni Juliette-et, Pierre’.

Egyéb nyelvekben ilyen alany predikátummá vagy/és fokusszá tevése olyan módszerekkel lehetséges, mint az alábbiak:
- (magyarul) predikátum a mondat elején nyomatékosabb hangsúllyal, igekötő használata esetében annak az ige mögé helyezésével: János olvasta el a könyvet;[21]
- (szerbül)/(horvátul) predikátum a mondat végén nyomatékossab hangsúllyal: Šunku donosi Slavko ’A sonkát Slavko hozza’.[8]

A franciában egyéb, a következő mondatrészeket predikátummá és fókusszá tevő szerkezetek is vannak:
- névszói állítmány alanya: La clé de l’évolution est le hasard ’Az evolúció kulcsa a véletlen’ → Le hasard, voilà la clé de l'évolution ’A véletlen, íme az evolúció kulcsa’;
- főnévi igenévvel kifejezett tárgy: Il ambitionne brasser des affaires ’Üzletelni törekszik’ → Brasser des affaires, c’est ce qu’il ambitionne ’Üzletelni törekszik’ (a magyarban csak nyomatékosabb hangsúly a predikátumon);
- a melléknévvel kifejezett névszói állítmány névszói része: La Loire est belle ’A Loire szép’ → Elle est belle, la Loire ’Szép a Loire’ (az alany kétszeri kifejezésével, főnévvel vagy hangsúlyos személyes névmással a mondat végén, melyre előre utal a neki megfelelő hangsúlytalan személyes névmás a mondat elején + kopula).

## A topik–predikátum szerkezet funkciói
A mondatbeli logikai/kommunikációs funkciójukon kívül a topiknak és a predikátumnak a diskurzus vagy szöveg szintjén is van funkciójuk. A topik–predikátum páros egyik eszköze a mondatok közötti kapcsolat megvalósításának, ezzel hozzájárulva a diskurzus/szöveg mezoszintű szerkezetéhez, ami annak összetartását biztosítja. Szomszédos mondatok úgy kapcsolódhatnak össze, hogy az egyik predikátumának legalább egy része topikként jelenik meg azonos alakban vagy azonos fogalmi tartalmú szó alakjában a következő mondat(ok)ban. Példák:
- Az iskola egész tavasszal készült az ünnepségre. A májusi ünnepély mindenki számára emlékezetes marad. Az első mondat predikátumának fontos része az ünnepség, ez lesz a második mondat topikja.
- Holnap az idő vagy esős lesz vagy napsütéses. Ha esik, itthon maradunk. Ha süt a nap, elmegyünk kirándulni. Az első mondat predikátumának két fontos része van, esős és napsütéses. Az első a második mondat topikjává válik, a második pedig a harmadik mondat topikjává.

Párbeszéd fordulóit is össze lehet kötni úgy, hogy az egyik fordulóban elhangzó predikátum egy része topikká válik a következő fordulóban (angolul):
| – What happened to the money?             |  | ’– Mi történt a pénzzel?              |
| – The money John gave to Peter yesterday. |  | – A pénzt John Peternek adta tegnap.’ |

A kérdező a pénz-t a párbeszéd általános értelemben vett témájává teszi, a válaszoló pedig azzal, hogy megismétli a pénz szót, topikká teszi azzal a szándékkal, hogy a párbeszéd témájaként tartsa fenn.
Különböző módon kapcsolódva össze, a topikok és a predikátumok tematikus progressziót (előrehaladást) valósítanak meg a diskurzusban/szövegben.